# Митькинский сельсовет
Митькинский сельсовет — упразднённая административно-территориальная единица, существовавшая на территории Московской губернии и Московской области до 1954 года.
Митькинский сельсовет был образован в первые годы советской власти. По данным 1918 года он входил в состав Дмитровской волости Дмитровского уезда Московской губернии.
По данным 1926 года в состав сельсовета входили село Борисово, деревни Бирлово, Ближнево, Митькино и Ярово, а также лесная сторожка Матусово и хутор Широков.
В 1929 году Митькинский с/с был отнесён к Дмитровскому району Московского округа Московской области.
В 1930-е годы в Митькинский с/с также входило село Подлипичье.
17 июля 1939 года селение Иванцево было передано из Митькинского с/с в Ильинский с/с.
14 июня 1954 года Митькинский с/с был упразднён. При этом его территория вошла во Внуковский с/с.